# كلارنس دوتون
كلارنس دوتون (بالإنجليزية: Clarence Dutton)‏ كان جيولوجي أمريكي وضابطاً بالجيش الأمريكي. تخرج من كلية يالي عام 1860. وتلقى دورات الدراسات العليا هناك حتى 1862.

## روابط خارجية
- كلارنس دوتون على موقع الموسوعة البريطانية (الإنجليزية)